# ロックウェル・インターナショナル
ロックウェル・インターナショナル（Rockwell International ）は、かつて存在したアメリカ合衆国の製造業コングロマリットである。
ウィラード・ロックウェルが1919年に設立した。ウィラードは、トラックの車軸のための新しいベアリングシステムの発明を元にこの会社を興して財産を形成し、最終的に20世紀後半を代表する製造業コングロマリットとなったロックウェル・インターナショナルに育て上げた。2001年にロックウェル・コリンズ（2018年にユナイテッド・テクノロジーズが買収）とロックウェル・オートメーションに分割され、ロックウェル・インターナショナルは消滅した。

## 歴史

### 設立
その元となった最初の会社はロックウェル・スプリング・アンド・アクセル・カンパニー（Rockwell Spring and Axle Company）である。その会社自身もいくつかの自動車部品業者の合併によって設立された。その後、いくつかの会社を買収し、ロックウェル・マニュファクチャリング・カンパニーとなった。
一方で、Timken-DetroitがStandard Steel Spring Companyと1953年に合併し、1958年にロックウェル・スタンダード社と改名した。さらに、航空機メーカーのノースアメリカン（後述）と合併して、 1967年にノースアメリカン・ロックウェル社となった。さらに、印刷機の最大手 Miehle-Goss-Dexter を吸収（または合併）。著名な無線機器メーカーのコリンズ・ラジオ（後述）とも合併しロックウェル・コリンズとなった。最後にウィラード・ロックウェルJr.のロックウェル・マニファクチャリングと合併し、1973年にロックウェル・インターナショナルとなった。

### 傘下企業
当時、傘下の様々な会社が多くの市場でトップとなっていた。
ノースアメリカンはかつて、第二次世界大戦当時はP-51 マスタング、朝鮮戦争当時はF-86 セイバーといった戦闘機を製造、アポロ宇宙船にも関わった。ロックウェル傘下に入ってからも爆撃機B-1 ランサー、スペースシャトル（ノースアメリカン時代から開発は始まっていた）、GPS衛星の大部分などを製造し続けた。1955年にノースアメリカンからスピンオフしたロケットダイン社も、1984年には再度合併し、その時点ではアメリカでのロケットエンジンの大部分を製造していた。ロックウェルはまた、従来エアロ・コマンダーとして知られている業務用小型航空機の製造を引き継ぎ、新設計のロックウェル・コマンダー112/114 をリリースした。
オイルショックの影響により、航空機販売事業を行うロックウェル・コマーシャル社の経営が悪化したため、ロックウェルは1980年に航空機部門をガルフストリーム・エアロスペース社に売却した。
ノースアメリカンは自社の技術部門で使用するためにMOSFETチップを使った電卓を開発した。1967年、それを製造する工場を設立しており、これが後にロックウェル・セミコンダクタとなる。翌1968年にはシャープと契約を結び、同社の電卓「QT-8D」ではロックウェル製のLSIが大量に使われた。この部門の成功例としては1990年代初期にリリースした14.4Kビット/秒のモデム用チップセットが挙げられ、これは膨大な数のモデムで使われた。
コリンズ・ラジオ（Collins Radio Company）はアマチュア無線家（W0̸CXX）出身のアーサー・コリンズ（en:Arthur A. Collins、1909～1987）が1933年に設立した無線機器メーカー及びブランドである。優れた製品コンセプトと品質に定評があった。同社の機器は西側の旅客機の80%に採用され、アポロ月着陸船と関連の無線類を設計製造したのも同社であった。無線電話だけでなくアビオニクスにも広く進出した。しかし、航空産業の拡大のペースが下がったことと、さらにコンピュータに手を広げたことでその開発資金が膨れたことなどにより経営が難航していた。そのため1973年にロックウェルと合併により（ないし買収され）ロックウェル・コリンズとなった。その後も、ロックウェルの同部門ないしコリンズブランドは、アメリカ空軍の航空機とも通信できる世界的な高周波無線ネットワークを構築、第三世代のミニットマン大陸間弾道ミサイル（ICBM）やそれを誘導する慣性誘導装置（INS）を設計製造、弾道ミサイル潜水艦用の慣性誘導装置の製造など、高い要求に応えた製品を開発し送り出している。
ロックウェルは同様に米国内のヘビーデューティ・トラックの車軸のほとんどを製造した。

### 解体
1978年のウィラード・ロックウェルの死と、1979年のウィラード・ロックウェルJr.の引退によって、会社は徐々に解体を始めた。1996年12月、ロケットダインを含めた宇宙部門全体と防衛部門の大部分をボーイング統合防衛システム部門に売却した。また、半導体部門は徐々にスピンオフして後にコネクサント社となった。自動車およびトラック部門もスピンオフして Meritor 社となり、後に Arvin Industries と合併して Arvin Meritor となった。残った部門は二つの会社に完全に分裂した。それが、ロックウェル・コリンズ（アビオニクス系通信システム開発）とロックウェル・オートメーション（産業システム開発）である。これにより、ロックウェル・インターナショナルは消滅した。

## 製品

### 航空機
- OV-10 ブロンコ
- en:Rockwell Commander 112
- FA-300
- B-1 ランサー
- X-30
- X-31
- XFV-12
- レンジャー 2000

### 有人宇宙船
- アポロ司令・機械船
- スペースシャトル・オービター

### ロケットエンジン (ロケットダイン部門)
- H-1 (サターンI, サターンIB)
- J-2 (サターンIB, V)
- F-1 (サターンV)
- RS-25

詳細な一覧はロケットダインを参照のこと。

### ミサイル
- AGM-53 コンドル
- AGM-114 ヘルファイア

### 無人航空機
- HiMAT